# ألفريد شيتهام
ألفريد شيتهام (بالإنجليزية: Alfred Cheetham)ألفريد شيتهام (22 أغسطس 1918- 6 مايو 1867). كان عضوا في العديد من البعثات القطبية الجنوبية - شغل منصب الضابط الثالث للنمرود والبعثات الإمبراطورية عبر القطب الجنوبي على حد سواء. مات في البحر عندما تم نسف سفينته أثناء الحرب العالمية الأولى.
وُلد ألفريد بوكانان شيتهام في ليفربول، إنجلترا لجون وإليزابيث آني شيتهام. انتقلت عائلته إلى منطقة هال في وقت ما خلال شبابه (ربما حوالي العام 1877)، وعمل في البحر عندما كان مراهقا، وعمل على أساطيل الصيد من بحر الشمال بل وأبعد. تزوج اليزا سوير وكان لديهم 13 طفلا معا.
مترجم من Alfred Cheetham